# گاشا (پرو)
گاشا (به اسپانیایی: Gasha) یک کوه در پرو است که در Peru, Ancash Region, Huánuco Region واقع شده‌است. گاشا ۴٬۸۸۰ متر بالاتر از سطح دریا واقع شده‌است.